# Франц Фридрих фон Зикинген-Хоенбург
Франц Фридрих фон Зикинген-Хоенбург (на немски: Franz Friedrich Freiherr von Sickingen-Hohenburg; * 6 януари 1606 във Фрайбург в Брайзгау; † 8 март 1659 във Фрайбург) е фрайхер, благородник от стария благороднически род фон Зикинген-Хоенбург от Крайхгау в Баден-Вюртемберг.
Той е син на Ханс Якоб фон Зикинген (1571 – 1611) и съпругата му Сузана фон Райнах († 1637), дъщеря на Егмунд фон Райнах и Маргаретхе цу Рейн. Внук е на Фридрих фон Зикинген, господар на Хоенбург (1544 – 1581) и Анна Шневли фон Ландек, наследничка на Ебнет, Витентал, Визнек († 1604). Правнук е на Франц Конрад фон Зикинген († 1574), маршал на Курфюрство Пфалц, императорски дворцов и военен съветник, и Мария Луция фон Андлау (1514 – 1547). Потомък е на Франц фон Зикинген (1481 – 1523).
Брат е на Доротея фон Зикинген (* 1608), омъжена за Йохан Рудолф Райх фон Райхенщайн, и Мария Магдалена фон Зикинген (1611 – 1660), омъжена за Ханс Адам фон Бодман-Каргег и Фройдентал (1606 – 1678), родители на Йоханес Волфганг фон Бодман (1651 – 1691), от 1686 г. вай-епископ на Констанц и титулар-епископ на Дарданус.
Прадядо е на Казимир Антон фон Зикинген (1684 – 1750), епископ на Констанц (1743 – 1750), и на Йохан Непомук фон Зикинген-Хоенбург (1745 – 1795), издигнат на 19 февруари 1790 г. на имперски граф.

## Фамилия
Франц Фридрих фон Зикинген-Хоенбург се жени на 8 април 1638 г. в Зинцлинген за Мария Естер фон Ощайн (* в Ензисхайм; † 7 май 1690, Фрайбург), дъщеря на Йохан Георг фон Ощайн († 1635) и Агнес Фауст фон Щромберг, дъщеря на Салентин Фауст фон Щромберг и Магдалена фон Шьонау. Те имат един син:
- Франц Фердинанд фон Зикинген-Хоенбург (* 20 октомври 1638, Фрайбург; † 12 октомври 1687, Ебнет), фрайхер, женен на 4 декември 1666 г. за фрайин Мария Франциска Кемерер фон Вормс-Далберг (* 1648; † 19 януари 1697, Фрайбург), дъщеря на Волфганг Хартман Кемерер фон Вормс-Далберг († 1654) и Мария Ехтер фон Меспелбрун († 1663); родители на:
  - Фердинанд Хартман фон Зикинген-Хоенбург (1673 – 1743)